# Incognito (No Use for a Name)
Incognito is het debuutalbum van de Amerikaanse punkband No Use for a Name. Het werd oorspronkelijk uitgegeven door New Red Archives in 1990, en werd later heruitgegeven door Fat Wreck Chords op 23 oktober 2001. Het album werd geproduceerd door Bad Religion-zanger Brett Gurewitz.

## Nummers
1. "DMV" - 3:08
2. "Sign the Bill" - 2:08
3. "It Won't Happen Again" - 4:10
4. "Hail to the King" - 1:51
5. "Weirdo" - 2:37
6. "Truth Hits Everybody" (cover van The Police) - 2:44
7. "Felix" - 2:23
8. "Noitall" - 2:20
9. "I Detest" - 2:13
10. "Puppet Show" - 3:20
11. "Record Thieves" - 2:49
12. "Power Bitch" - 4:04